# Barrio de Ensido
Barrio de Ensido är en ort i Mexiko, tillhörande kommunen Jilotzingo i den västra delen av delstaten Mexiko. Orten hade 1 333 invånare vid folkräkningen 2010 och är kommunens fjärde största samhälle sett till befolkningsantal.